# Найдзинавичюс, Ким
Ким Юлия Найдзинавичюс (нем. Kim Julia Naidzinavicius; род. 6 апреля 1991, Гельнхаузен, Гессен) — немецкая гандболистка, центральная защитница команды «Битигхайм» и сборной Германии.

## Биография
Воспитанница школы команды «Валльдорф». Выступала с 2007 по 2008 годы за «Обер-Эшбах», затем выступала за команду «Бенсхайм/Ауэрбах». Окончила в 2011 году высшую курфюрстскую гимназию Бенсхайма, с 2011 года выступала в основном составе команды «Байер 04», а с лета 2016 года — за команду "СГ ББМ" города Битигхайм-Биссинген.
В активе Ким 48 игр и 79 голов за основную сборную Германии, дебютировала она 27 мая 2012 в матче против сборной Польши. Также провела 57 игр за сборную до 20 лет, 21 игра за сборную до 18 лет. В 2008 году Ким стала чемпионкой мира среди девушек до 20 лет.